# Чемпионат СССР по шахматам
Чемпионат СССР по шахматам проводился с 1920 по 1991 годы. Турнир 1920 года проводился как Всероссийская шахматная олимпиада, однако, позже этот турнир был признан первым чемпионатом СССР. Кроме того, два раза звание чемпиона СССР определялось в матчах (помимо случаев переигровки за 1-е место): в 1925 году - матч-реванш между Е. Боголюбовым и П. Романовским (+5 -1 =6) и в 1937 году - матч между Г. Левенфишем и М. Ботвинником (+5 -5 =3). В 1941 году был проведён матч-турнир шести (по итогам чемпионата 1940 года) на звание абсолютного чемпиона СССР, выигранный М. Ботвинником)

## Хронологическая таблица
| №  | Дата проведения                  | Место проведения | Чемпион                                | Результат                                               |
| -- | -------------------------------- | ---------------- | -------------------------------------- | ------------------------------------------------------- |
| 1  | 4 — 24 октября 1920              | Москва           | Александр Алехин                       | 12 из 15 (+9 −0 =6)                                     |
| 2  | 8 — 24 июля 1923                 | Петроград        | Пётр Романовский                       | 10 из 12 (+9 −1 =2)                                     |
| 3  | 23 августа — 15 сентября 1924    | Москва           | Ефим Боголюбов                         | 15 из 17 (+13 −0 =4)                                    |
| 4  | 11 августа — 6 сентября 1925     | Ленинград        | Ефим Боголюбов (2)                     | 14 из 19 (+11 −2 =6)                                    |
| 5  | 26 сентября — 25 октября 1927    | Москва           | Фёдор Богатырчук Пётр Романовский (2)  | 14½ из 20 (+10 −1 =9) 14½ из 20 (+12 −3 =5)             |
| 6  | 2 — 20 сентября 1929             | Одесса           | Борис Верлинский                       | 4 из 5 (+4 −1 =0) и 3½ из 4 (+3 −0 =1)                  |
| 7  | 10 октября — 11 ноября 1931      | Москва           | Михаил Ботвинник                       | 13½ из 17 (+12 −2 =3)                                   |
| 8  | 16 августа — 9 сентября 1933     | Ленинград        | Михаил Ботвинник (2)                   | 14 из 19 (+11 −2 =6)                                    |
| 9  | 7 декабря 1934 — 2 января 1935   | Ленинград        | Григорий Левенфиш Илья Рабинович       | 12 из 19 (+8 −3 =8) 12 из 19 (+9 −4 =6)                 |
| 10 | 12 апреля — 14 мая 1937          | Тбилиси          | Григорий Левенфиш (2)                  | 12½ из 19 (+9 −3 =7)                                    |
| 11 | 15 апреля — 16 мая 1939          | Ленинград        | Михаил Ботвинник (3)                   | 12½ из 17 (+8-0=9)                                      |
| 12 | 5 сентября — 3 октября 1940      | Москва           | Андрэ Лилиенталь Игорь Бондаревский    | 13½ из 19 (+8-0=11) 13½ из 19 (+10-2=7)                 |
| 13 | 21 мая — 17 июня 1944            | Москва           | Михаил Ботвинник (4)                   | 12½ из 16 (+11-2=3)                                     |
| 14 | 1 июня — 3 июля 1945             | Москва           | Михаил Ботвинник (5)                   | 15 из 17 (+13-0=4)                                      |
| 15 | 2 февраля — 8 марта 1947         | Ленинград        | Пауль Керес                            | 14 из 19 (+10-1=8)                                      |
| 16 | 10 ноября — 13 декабря 1948      | Москва           | Давид Бронштейн Александр Котов        | 12 из 18 (+7-1=10) 12 из 18 (+10-4=4)                   |
| 17 | 16 октября — 20 ноября 1949      | Москва           | Василий Смыслов Давид Бронштейн (2)    | 13 из 19 (+9-2=8) КБ=117,75 13 из 19 (+8-1=10) КБ=114,0 |
| 18 | 10 ноября — 12 декабря 1950      | Москва           | Пауль Керес (2)                        | 11½ из 17 (+8-2=7)                                      |
| 19 | 11 ноября — 14 декабря 1951      | Москва           | Пауль Керес (3)                        | 12 из 17 (+9-2=6)                                       |
| 20 | 29 ноября — 29 декабря 1952      | Москва           | Михаил Ботвинник (6)                   | 13½ из 19 (+9-1=9)                                      |
| 21 | 7 января — 7 февраля 1954        | Киев             | Юрий Авербах                           | 14½ из 19 (+10-0=9)                                     |
| 22 | 11 февраля — 15 марта 1955       | Москва           | Ефим Геллер                            | 12 из 19 (+10-5=4)                                      |
| 23 | 10 января — 15 февраля 1956      | Ленинград        | Марк Тайманов                          | 11½ из 17 (+8-2=7)                                      |
| 24 | 20 января — 22 февраля 1957      | Москва           | Михаил Таль                            | 14 из 21 (+9-2=10)                                      |
| 25 | 12 января — 14 февраля 1958      | Рига             | Михаил Таль (2)                        | 12½ из 18 (+10-3=5)                                     |
| 26 | 9 января — 11 февраля 1959       | Тбилиси          | Тигран Петросян                        | 13½ из 19 (+8-0=11)                                     |
| 27 | 26 января — 26 февраля 1960      | Ленинград        | Виктор Корчной                         | 14 из 19 (+12-3=4)                                      |
| 28 | 11 января — 11 февраля 1961      | Москва           | Тигран Петросян (2)                    | 13½ из 19 (+9-1=9)                                      |
| 29 | 16 ноября — 12 декабря 1961      | Баку             | Борис Спасский                         | 14½ из 20 (+10-1=9)                                     |
| 30 | 21 ноября — 20 декабря 1962      | Ереван           | Виктор Корчной (2)                     | 14 из 19 (+10-1=8)                                      |
| 31 | 23 ноября — 27 декабря 1963      | Ленинград        | Леонид Штейн                           | 12 из 19 (+6-1=12)                                      |
| 32 | 25 декабря 1964 — 27 января 1965 | Киев             | Виктор Корчной (3)                     | 15 из 19 (+11-0=8)                                      |
| 33 | 21 ноября — 24 декабря 1965      | Таллин           | Леонид Штейн (2)                       | 14 из 19 (+10-1=8)                                      |
| 34 | 28 декабря 1966 — 2 февраля 1967 | Тбилиси          | Леонид Штейн (3)                       | 13 из 20 (+8-2=10)                                      |
| 35 | 7 — 26 декабря 1967              | Харьков          | Лев Полугаевский Михаил Таль (3)       | 10 из 13 10 из 13                                       |
| 36 | 30 декабря 1968 — 1 февраля 1969 | Алма-Ата         | Лев Полугаевский (2)                   | 12½ из 19 (+7-1=11)                                     |
| 37 | 6 сентября — 12 октября 1969     | Москва           | Тигран Петросян (3)                    | 14 из 22 (+6-0=16)                                      |
| 38 | 25 ноября — 28 декабря 1970      | Рига             | Виктор Корчной (4)                     | 16 из 21 (+12-1=8)                                      |
| 39 | 15 сентября — 17 октября 1971    | Ленинград        | Владимир Савон                         | 15 из 21 (+9-0=12)                                      |
| 40 | 16 ноября — 19 декабря 1972      | Баку             | Михаил Таль (4)                        | 15 из 21 (+9-0=12)                                      |
| 41 | 1 — 27 октября 1973              | Москва           | Борис Спасский (2)                     | 11½ из 17 (+7-1=9)                                      |
| 42 | 30 ноября — 23 декабря 1974      | Ленинград        | Александр Белявский Михаил Таль (5)    | 9½ из 15 (+6-2=7)                                       |
| 43 | 28 ноября — 22 декабря 1975      | Ереван           | Тигран Петросян (4)                    | 10 из 15 (+6-1=8)                                       |
| 44 | 26 ноября — 24 декабря 1976      | Москва           | Анатолий Карпов                        | 12 из 17 (+8-1=8)                                       |
| 45 | 28 ноября — 22 декабря 1977      | Ленинград        | Борис Гулько Иосиф Дорфман             | 9½ из 15 (+4-0=11)                                      |
| 46 | 1 — 28 декабря 1978              | Тбилиси          | Михаил Таль (6) Виталий Цешковский     | 11 из 17 (+5-0=12) 11 из 17 (+6-1=10)                   |
| 47 | 29 ноября — 27 декабря 1979      | Минск            | Ефим Геллер (2)                        | 11½ из 17 (+6-0=11)                                     |
| 48 | 25 декабря 1980 — 21 января 1981 | Вильнюс          | Лев Псахис Александр Белявский (2)     | 10½ из 17 (+8-4=5) 10½ из 17 (+6-2=9)                   |
| 49 | 27 ноября — 22 декабря 1981      | Фрунзе           | Гарри Каспаров Лев Псахис (2)          | 12½ из 17 (+10-2=5) 12½ из 17 (+9-1=7)                  |
| 50 | 2 — 28 апреля 1983               | Москва           | Анатолий Карпов (2)                    | 9½ из 15 (+5-1=9)                                       |
| 51 | 2 — 28 апреля 1984               | Львов            | Андрей Соколов                         | 12½ из 17 (+8-0=9)                                      |
| 52 | 22 января — 19 февраля 1985      | Рига             | Михаил Гуревич                         | 11 из 19 (+6-3=10)                                      |
| 53 | 2 — 28 апреля 1986               | Киев             | Виталий Цешковский (2)                 | 11 из 17 (+6-1=10)                                      |
| 54 | 4 — 29 марта 1987                | Минск            | Александр Белявский (3)                | 11 из 17 (+7-2=8)                                       |
| 55 | 25 июля — 19 августа 1988        | Москва           | Анатолий Карпов (3) Гарри Каспаров (2) | 11½ из 17 (+6-0=11)                                     |
| 56 | 22 сентября — 16 октября 1989    | Одесса           | Рафаэль Ваганян                        | 9 из 15 (+5-2=8)                                        |
| 57 | 18 октября — 3 ноября 1990       | Ленинград        | Александр Белявский (4)                | 8½ из 13 (+5-1=7)                                       |
| 58 | 1 — 13 ноября 1991               | Москва           | Арташес Минасян                        | 8½ из 11 (+7-1=3)                                       |

1. ↑  6-й чемпионат проводился в два этапа. Первый этап — две группы по 6 участников; второй этап — трое сильнейших в два круга.
2. ↑  КБ — Коэффициент Бергера.
3. ↑  35-й чемпионат проводился по швейцарской системе; 13 туров, 126 участников.
4. ↑  58-й чемпионат проводился по швейцарской системе; 11 туров, 64 участника.

## Статистика
- Шесть раз чемпионом СССР становились Михаил Ботвинник (не считая матч-турнира 1941 года) и Михаил Таль.

- Четыре раза — Тигран Петросян, Виктор Корчной и Александр Белявский.

- Три раза — Пауль Керес, Леонид Штейн и Анатолий Карпов (а если считать и матчевые результаты, также Ефим Боголюбов, после эмиграции лишённый звания чемпиона СССР, и Григорий Левенфиш)